# Mapei
Mapei S.p.A es una compañía italiana fundada el 12 de febrero de 1937 por Rodolfo Squinzi en Milán, Italia dedicada al sector de materiales para la construcción como mortero, revestimentos o adhesivo entre otros.
El nombre Mapei corresponde a las siglas de "Materiali Ausiliari Per l’Edilizia e l’Industria" (en español "Materiales auxiliares para la construcción y la industria"). Desde su fundación la empresa fue creciendo y diversificando su producción.

## Historia
Fundada en 1937 como una pequeña empresa con tres empleados dedicada a la producción de productos para paredes ((pinturas, capas, materiales de exteriores e interiores), pasó a convertirse en una multinacional dedicada a los materiales de construcción líder en el mercado italiano y con presencia activa en Europa.
En los años setenta se incorpora a la compañía el hijo del fundador, Giorgio Squinzi, graduado en química industrial. Debido al impulso que este dio a la compañía aplicando avances tecnológicos a los materiales, Mapei obtuvo unos beneficios mayores y pudo introducirse en nuevos mercados como el norteamericano (EE. UU. y Canadá). En 1984 la empresa pasa a ser dirigida oficialmente por Giorgio Squinzi, tomando el relevo a su padre y fundador de la compañía, Rodolfo Squinzi.

## Equipo ciclista
El administrador de Mapei, Giorgio Squinzi, es aficionado al ciclismo y desde 1993 hasta 2002 patrocinó un equipo ciclista, el Mapei, que fue a lo largo de esas diez temporadas uno de los equipos más potentes del pelotón. En él corrieron ciclistas como los españoles Fernando Escartín, Óscar Freire o Abraham Olano y otros como el suizo Tony Rominger. El equipo desapareció en 2002 tras cesar su patrocinio por parte de la empresa, y actualmente es el Quick Step.
La compañía fundó asimismo el Mapei Sport Center, que es un centro de entrenamiento para deportes de resistencia y que continúa en activo. El doctor Aldo Sassi fue su principal responsable hasta su fallecimiento.